# Ligne 3 du tramway de Budapest
Pour les articles homonymes, voir Ligne 3.
La ligne 3 du tramway de Budapest (en hongrois : budapesti 3-as jelzésű villamosvonal) circule entre Mexikói út et Gubacsi út / Határ út. Elle dessert la périphérie de Budapest, longeant les quartiers résidentiels de Zugló, Kőbánya, Külső-Ferencváros et Pesterzsébet. Elle est connectée aux lignes du train suburbain (HÉV) vers Gödöllő.

## Histoire
La ligne 3 est le produit de la fusion en 2001 des lignes 13 et 63.

### Ligne 13
La ligne 13 était à l'origine une ligne de bus, portant le numéro 36A jusqu'en 1948. Elle reliait au début des années 1950 Üllői út à Mázsa tér. Il existait déjà des rails sur un segment important de cette ligne, mais ils étaient exclusivement empruntés par du fret urbain. L'électrification de cette portion en 1955 permet l'ouverture le 16 octobre d'une nouvelle ligne de tramway, laquelle remplace entièrement l'ancienne ligne de bus. La reprise du numéro 13 est en soi une petite révolution, dans la mesure où, jusqu'à présent, la régie des transports de Budapest n'avait jamais voulu, par superstition, l'attribuer à une ligne de tramway.
Le 21 novembre 1959, cette ligne est prolongée vers le sud-est jusqu'à Pesterzsébet. Le 1er mai 1963, l'inauguration d'une nouvelle portion de rails de tramway sur Fehér út permet l'extension de la ligne dans sa partie nord, jusqu'à Örs vezér tere. Le 4 octobre 1974, la portion qui circulait à Pesterzsébet sur Baross utca est supprimée. Dès lors, le terminus sud est déplacé à Közvágóhíd, grâce à une jonction possible par Gubacsi út. Au niveau de l'aiguillage de Határ út / Gubacsi út, une ligne bis 13A est créée pour desservir la boucle Előd utca – Török Flóris utca – Székelyhíd utca – Ady Endre utca – Határ út – Török Flóris utca – Nagy Sándor utca – Vörösmarty utca – Előd utca. Le 17 octobre 1975, il est décidé de rediriger la direction de la ligne 13 vers le quartier de Pacsirtatelep, ce qui entraîne la suppression de la desserte vers Közvágóhíd et la fusion avec la ligne 13A.
En raison de la construction de la ligne   du métro de Budapest, la ligne 13 ne peut plus traverser Üllői út à partir du 1er juin 1976. La ligne 13A est alors ressuscitée : elle assure pendant trois semaines la liaison entre Üllői út et Örs vezér tere, tandis que la ligne 13 circule entre Pacsirtatelep et Üllői út. Après le chantier, les deux lignes sont réunies mais le 24 juillet 1978 de nouveau séparées. Cette fois, c'est la ligne 13 qui circule entre Üllői út et Örs vezér tere et la ligne 13A sur la portion restante jusqu'à Pacsirtatelep. En janvier 1980, des travaux au niveau du centre-ville de Kőbánya nécessitent de sectionner la ligne 13 en deux : sous le numéro 13 entre Örs vezér tere et Zalka Máté tér (de nos jours Liget tér) et sous le numéro 13B entre Mázsa tér et Üllői út (Nagyvárad tér).
Le 30 mars 1980, la portion Nagyvárad tér–Kőbánya-Kispest de la ligne   est inaugurée. À partir de ce moment-là, la ligne 13A circule entre Nagyvárad tér et le marché aux puces. À la place de la ligne 13B, une ligne de bus 13K assure la desserte. La ligne 13 reprend le 25 juin la desserte entre Örs vezér tere et Üllői út, puis le 29 septembre - avec la suppression de la ligne 13A - jusqu'au marché aux puces. Le 11 juillet 1983, son terminus se situe un temps au niveau de Pesterzsébet-Szabótelep, puis est de nouveau déplacé en août à Közvágóhíd.
À partir du 11 juin 1984, la reconstruction du croisement d'Élessarok entraîne une énième segmentation de la ligne 13. Son terminus Est se situe désormais au niveau de Kápolna tér, et la portion entre Örs vezér tere et Mázsa tér est assurée par bus. Le 27 octobre 1984, la mise en place de la boucle de Gubacsi út déplace encore le terminus sud de la ligne. Le 26 août 1985, le carrefour Nagykőrösi út–Határ út est fermé à cause de la construction de l'autoroute M5, ce qui oblige le tramway à être détourné jusqu'en mai 1986 vers la station de métro de Határ út. À compter de cette période, la ligne 13 retrouve pleinement sa desserte entre Gubacsi út et Örs vezér tere, jusqu'à la création de la ligne 3 en 2001.

### Ligne 63
La ligne 63 est une ancienne ligne de tramway, qui circulait autrefois entre Nagyvárad tér (sur Pest) et János kórház (sur Buda). Supprimée en 1973, la ligne est ressuscitée en 2000 sur un tout autre tracé, entre Mexikói út et Örs vezér tere. À peine mise en place qu'elle est fusionnée en 2001 avec la ligne 13 pour former la ligne 3.

## Tracé et stations

### Liste des stations
|  |   |  | Station                               | Correspondances                                                                                        | Arrondissement | Quartier                | Desserte                                                                        |
|  | - |  | ------------------------------------- | --- | -------------- | ----------------------- | ------------------------------------------------------------------------------- |
|  | o |  | Mexikói út M                          | 69 74 74A 25 32 225                                                                                    | 14e arr.       | Herminamező             |                                                                                 |
|  | o |  | Erzsébet királyné útja, aluljáró      | 1 69 70 5                                                                                              | 14e arr.       | Herminamező             |                                                                                 |
|  | • |  | Laky Adolf utca                       | 69 5                                                                                                   | 14e arr.       | Herminamező             |                                                                                 |
|  | o |  | Nagy Lajos király útja / Czobor utca  | 62 62A 69 82 5 32                                                                                      | 14e arr.       | Herminamező / Alsórákos |                                                                                 |
|  | • |  | Kerékgyártó utca                      | 62 62A 32                                                                                              | 14e arr.       | Herminamező / Alsórákos |                                                                                 |
|  | • |  | Bosnyák tér                           | 62 62A 7 7E 8E 32 108E 110 112 124 125 133E 277                                                        | 14e arr.       | Herminamező / Alsórákos | Église paroissiale Saint-Antoine-de-Padoue                                      |
|  | • |  | Szugló utca / Nagy Lajos király útja  | 62 62A 82 32                                                                                           | 14e arr.       | Kiszugló / Alsórákos    |                                                                                 |
|  | • |  | Egressy tér                           | 62 62A 77 32                                                                                           | 14e arr.       | Kiszugló / Alsórákos    |                                                                                 |
|  | • |  | Jeszenák János utca                   | 62 62A 32                                                                                              | 14e arr.       | Nagyzugló / Alsórákos   |                                                                                 |
|  | • |  | Pongrátz Gergely tér                  | 62 62A 80 80A 32 130                                                                                   | 14e arr.       | Nagyzugló / Alsórákos   |                                                                                 |
|  | • |  | Tihamér utca                          | 62 62A 32                                                                                              | 14e arr.       | Nagyzugló / Alsórákos   |                                                                                 |
|  | o |  | Örs vezér tere M+H Gare HÉV           | 62 62A 80 81 82 10 31 32 44 45 67 85 85E 97E 131 144 161 161A 168E 169E 174 176E 231 244 261E 276E 277 | 14e arr.       | Rákosfalva / Alsórákos  |                                                                                 |
|  | o |  | Örs vezér tere M+H                    | 62 62A 80 81 82 10 31 32 44 45 67 85 85E 97E 131 144 161 161A 168E 169E 174 176E 231 244 261E 276E 277 | 10e arr.       | Ligettelek / Felsőrákos |                                                                                 |
|  | o |  | Fehér úti ipari park                  | 62 62A 85 161 161A                                                                                     | 10e arr.       | Ligettelek / Felsőrákos |                                                                                 |
|  | • |  | Terebesi utca                         | 62 62A 85 161 161A                                                                                     | 10e arr.       | Ligettelek / Felsőrákos |                                                                                 |
|  | o |  | Élessarok                             | 28 28A 37 37A 62 62A 85 161 161A 162 162A 168E 262                                                     | 10e arr.       | Ligettelek / Óhegy      |                                                                                 |
|  | • |  | Ónodi utca                            | 28 28A 62 62A 162 162A 185 262                                                                         | 10e arr.       | Ligettelek / Óhegy      | Lycée Saint-Ladislas de Kőbánya, Rottenbiller park                              |
|  | • |  | Szent László tér                      | 28 28A 62 62A 9 162 162A 185 217 262                                                                   | 10e arr.       | Ligettelek / Óhegy      | Église paroissiale Saint-Ladislas de Kőbánya, Carrières souterraines de Kőbánya |
|  | o |  | Kőbánya alsó vasútállomás Gare MÁV    | 28 28A 62 62A 9 95 117 151 162 162A 185 195 217 217E 262 100 142                                       | 10e arr.       | Ligettelek / Óhegy      | Ancienne synagogue de Kőbánya, Csajkovszkij park                                |
|  | • |  | Kőbánya alsó vasútállomás (Mázsa tér) | 62A | 10e arr.       | Gyárdűlő                |                                                                                 |
|  | • |  | Szállás utca                          | | 10e arr.       | Gyárdűlő                |                                                                                 |
|  | • |  | Fertő utca / Bihari utca              | 99 | 10e arr.       | Gyárdűlő                |                                                                                 |
|  | • |  | Balkán utca                           | | 10e arr.       | Gyárdűlő                |                                                                                 |
|  | o |  | Ecseri út M                           | 181 281                                                                                                | 9e arr.        | Külső-Ferencváros       |                                                                                 |
|  | • |  | Közterületfenntartó Zrt.              | 181 281                                                                                                | 9e arr.        | Külső-Ferencváros       |                                                                                 |
|  | • |  | Csengettyű utca                       | | 9e arr.        | Külső-Ferencváros       |                                                                                 |
|  | • |  | Epreserdő utca                        | | 9e arr.        | Külső-Ferencváros       |                                                                                 |
|  | o |  | Nagykőrösi út / Határ út              | 52 54 55 66 66B 66E 84E 89E 94E 123 123A 148 181 294E                                                  | 19e arr.       | Wekerletelep            |                                                                                 |
|  | o |  | Mártírok útja / Határ út              | 52 66 66B 123 123A 148                                                                                 | 20e arr.       | Pesterzsébet-Szabótelep |                                                                                 |
|  | o |  | Jókai Mór utca / Határ út             | 51 52                                                                                                  | 20e arr.       | Pesterzsébet-Szabótelep |                                                                                 |
|  | o |  | Ősz utca                              | 51 52                                                                                                  | 20e arr.       | Pesterzsébet-Szabótelep |                                                                                 |
|  | o |  | Gubacsi út / Határ út                 | 51 23E 66 66B 119 166                                                                                  | 20e arr.       | Pesterzsébet-Szabótelep |                                                                                 |

## Exploitation

### Matériel roulant
le matériel roulant contient les trams TW6000 ex-Hanovre.